# Duca di Abercorn
Il titolo Duca di Abercorn fu creato nei Parìa d'Irlanda nel 1868 e concesso a James Hamilton, II Marchese di Abercorn.
Questo articolo tratta dei Conti e Marchesi di Abercorn, che prendono tutti il nome da Abercorn nel Lothian dell'ovest in Scozia.

## Storia
In riconoscimento della sua lealtà, Giacomo VI di Scozia (Giacomo I d'Inghilterra), conferì a Hon. Claud Hamilton, terzo figlio maschio di James Hamilton, II conte di Arran, il titolo di Lord Paisley. Suo figlio James Hamilton fu creato Lord Abercorn il 5 aprile 1603, successivamente il 10 luglio 1606 fu fatto Conte di Abercorn e Lord of Paisley, Hamilton, Mountcastell e Kilpatrick, tutti nei Parìa di Scozia.
Il suo successore, il II Conte di Abercorn, fu, in aggiunta, creato Barone Hamilton di Strabane, nei Parìa d'Irlanda, l'8 maggio 1617. Rinunciò a questa dignità in favore del fratello minore nel 1633; gli eredi del fratello ereditarono la Contea e gli altri titoli nel 1680, nella persona di Claud Hamilton, IV conte di Abercorn. Fu privato dei diritti civili in Irlanda nel 1691, e perdendo la Baronia di Strabane, ma suo fratello Charles Hamilton, V conte di Abercorn, ottenne l'annullamento della confisca dei beni e recuperò la baronia nel 1692.
Il VI conte era alla sua ascesa un baronetto irlandese, "di Dunalong nella Contea di Tyrone, e di Nenagh nella Contea di Tipperary" (1660). Fu ulteriormente creato Barone Mountcastle e Viscunte Strabane, nei Parìa d'Irlanda, il 2 settembre 1701. Il VII conte diventò il primo dei Conti du Abercorn ad essere investito a Consigliere Privato, essendo stato nominato sia da Consiglio Privato inglese che da quello irlandese. L'VIII conte fu creato Visconte Hamilton, di Hamilton, nei Parìa di Gran Bretagna il 24 agosto 1786. Fu succeduto dal figlio di suo fratello, che fu creato Marchese di Abercorn nei Parìa di Gran Bretagna il 15 ottobre 1790, dopo essersi seduto alla Camera dei Comuni come deputato per East Looe e per St Germans. Fu reso un Cavaliere della Giarrettiera nel 1805.
Il II Marchese, a cui era stata data la Giarrettiera nel 1844, servì come Lord luogotenente d'Irlanda dal 1866 al 1868 (e nuovamente dal 1874 al 1876); e il 10 agosto 1868, durante il suo primo mandato, egli fu creato Marchese di Hamilton, di Strabane, e Duca di Abercorn (nei Parìa d'Irlanda). Il suo successore, il II Duca, continuò la tradizione di famiglia di essere insignito della Giarrettiera nel 1892; il III Duca servì da deputato per Derry e da Governatore dell'Irlanda del Nord, oltre ad essere creato un Cavaliere di San Patrizio e ricevere la Giarrettiera. Attualmente, il detentore del Ducato è James Hamilton, V duca di Abercorn, anch'egli un Cavaliere della Giarrettiera.
Dei titoli sussidiari citati sopra, Marchese di Hamilton è il titolo di cortesia del legittimo erede, e Visconte Strabane quello del suo erede presuntivo.
I Duchi di Abercorn rivendicano anche il titolo francese di Duca di Châtellerault, in quanto eredi maschi del secondo Conte di Arran, a cui fu concesso il titolo nel 1548 da Enrico II di Francia.
La sede di famiglia e Baronscourt (di solito noto localmente come Castello di Baronscourt), una casa di campagna in architettura neoclassica sulla Baronscourt Estate nei pressi di Newtownstewart, un villaggio vicino Strabane nella Contea di Tyrone.
Il titolo di Duca di Abercorn è uno dei due soli titoli ducali esistenti oggi tra i Pari d'Irlanda, l'altro è quello di Duca di Leinster.

## Elenco dei titolari

### Lords Paisley (1587)
- Claud Hamilton, I lord di Paisley (1543–1621) fu un politico scozzese
  - Il I Conte di Abercorn era il figlio maggiore del I Lord. Morì prima di suo padre
- James Hamilton, II Lord Paisley era già II Conte di Abercorn

### Conti di Abercorn (1606)
Altri titoli: Lord Abercorn, nella contea di Linlithgow (Sc 1603) e Lord Paisley, Hamilton, Mountcashell e Kirkpatrick (Sc 1606)
- James Hamilton, I conte di Abercorn (1575–1618) era stato creato Lord Abercorn nel 1603

Altri titoli: Lord Paisley, nella contea di Renfrew (Sc 1587)
Altri titoli: Barone Hamilton di Strabane, nella contea di Tyrone (Ir 1617, res. 1633)
- James Hamilton, II conte di Abercorn (c. 1604–c. 1670), figlio maggiore del I Conte, successe al nonno come II Lord Paisley nel 1621
  - James Hamilton, Lord Paisley (c. 1633–b. 1670), eldest son of the 2nd Earl, died without male issue
- George Hamilton, III conte di Abercorn (c. 1636–c. 1680), terzo e minore dei figli maschi del II Conte, morì celibe

Altri titoli: Barone Hamilton di Strabane, nella contea di Tyrone (Ir 1617, suc. 1668, att. 1691)
- Claud Hamilton, IV conte di Abercorn (c. 1659–c. 1691), già V Lord Hamilton, discendeva dal terzo figlio del I Conte. Morì celibe
- Charles Hamilton, V conte di Abercorn (m. 1701), fratello minore del IV Conte, morì senza figli
- James Hamilton, VI conte di Abercorn (c. 1661–1734), figlio maggiore del Col James, egli stesso figlio di Sir George, quarto e minore dei figli del I Conte

Altri titoli: Visconte Strabane e Barone Mountcastle, nella contea di Tyrone (Ir 1701)
- James Hamilton, VII conte di Abercorn (1685–1744), figlio maggiore del VI Conte

Altri titoli: Visconte Hamilton (GB 1786)
- James Hamilton, VIII conte di Abercorn (1712–1789), figlio maggiore del VII Conte, morì celibe
- John Hamilton, IX conte di Abercorn (1756–1818) fu creato Marchese di Abercorn nel 1790

### Marchesi di Abercorn (1790)
Altri titoli: Conte di Abercorn (Sc 1606), Visconte Strabane (Ir 1701), Visconte Hamilton (GB 1786), Lord Paisley, nella contea di Renfrew (Sc 1587), Lord Abercorn, nella contea di Linlithgow (Sc 1603), Lord Paisley, Hamilton, Mountcashell e Kirkpatrick (Sc 1606), Lord Hamilton di Strabane, nella contea di Tyrone (Ir 1617) e Barone Mountcastle, nella contea di Tyrone (Ir 1701)
- John Hamilton, I marchese di Abercorn (1756–1818), unico figlio maschio di Capt John, secondo figlio del VII Conte
  - James Hamilton, visconte Hamilton (1786–1818), figlio maggiore del I Marchese, morì prima di suo padre
- James Hamilton, II Marchese di Abercorn (1811–1885) fu creato Duca di Abercorn nel 1868

### Duchi di Abercorn (1868)
- James Hamilton, I duca di Abercorn (1811–1885), figlio maggiore di Lord Hamilton
- James Hamilton, II duca di Abercorn (1838–1913), figlio maggiore del I Duca
- James Hamilton, III duca di Abercorn (1869–1953), figlio maggiore del II Duca
- James Hamilton, IV duca di Abercorn (1904–1979), figlio maggiore del III Duca
- James Hamilton, V duca di Abercorn (b. 1934), figlio maggiore del IV Duca
  - legittimo erede: James Hamilton, Marchese di Hamilton (n. 1969), figlio maggiore del V Duca
    - suo legittimo erede: James Hamilton, Visconte Strabane (n. 2005), figlio maggiore di Lord Hamilton

### Linea di successione
1. James Harold Charles Hamilton, Marchese di Hamilton (nato nel 1969) (figlio maggiore del V Duca)
2. James Alfred Nicholas Hamilton, Visconte Strabane (nato nel 2005) (figlio maggiore di Lord Hamilton)
3. Lord Claud Douglas Harold Hamilton (nato nel 2007) (figlio minore di Lord Hamilton)
4. Lord Nicholas Edward Claud Hamilton (nato nel 1979) (figlio minore del V Duca)
5. Lord (Claud) Anthony Hamilton (nato nel 1939) (figlio minore del IV Duca)
6. Alexander James Hamilton (nato nel 1987) (unico figlio di Lord Anthony)

## Linea di successione dei duchi di Abercorn
|                                           |                                           |                                         |                                          |                                           |                                           |                                          |      |
|                                           |                                           | Claud I lord Paisley                    |                                          |                                           |                                           |                                          |      |
|                                           |                                           |                                         |                                          |                                           |                                           |                                          |      |
|                                           |                                           |                                         |                                          |                                           |                                           |                                          |      |
|                                           |                                           | James I conte di Abercorn *1606 † 1618  |                                          |                                           |                                           |                                          |      |
|                                           |                                           |                                         |                                          |                                           |                                           |                                          |      |
|                                           |                                           |                                         |                                          |                                           |                                           |                                          |      |
| James II conte di Abercorn *1618 † 1670   | James II conte di Abercorn *1618 † 1670   | Claud II barone Hamilton di Strabane    | Claud II barone Hamilton di Strabane     |                                           | George I baronetto di Donalong            | George I baronetto di Donalong           |      |
|                                           |                                           |                                         |                                          |                                           |                                           |                                          |      |
|                                           |                                           |                                         |                                          |                                           |                                           |                                          |      |
| George III conte di Abercorn *1670 † 1683 | George III conte di Abercorn *1670 † 1683 | George IV barone Hamilton di Strabane   | George IV barone Hamilton di Strabane    |                                           | James                                     | James                                    |      |
|                                           |                                           |                                         |                                          |                                           |                                           |                                          |      |
|                                           |                                           |                                         |                                          |                                           |                                           |                                          |      |
|                                           | Claud IV conte di Abercorn *1683 † 1691   | Claud IV conte di Abercorn *1683 † 1691 | Charles V conte di Abercorn *1691 † 1701 | Charles V conte di Abercorn *1691 † 1701  | James VI conte di Abercorn *1701 † 1734   | James VI conte di Abercorn *1701 † 1734  |      |
|                                           |                                           |                                         |                                          |                                           |                                           |                                          |      |
|                                           |                                           |                                         |                                          |                                           |                                           |                                          |      |
|                                           |                                           |                                         |                                          |                                           | James VII conte di Abercorn *1734 † 1744  |                                          |      |
|                                           |                                           |                                         |                                          |                                           |                                           |                                          |      |
|                                           |                                           |                                         |                                          |                                           |                                           |                                          |      |
|                                           |                                           |                                         |                                          | James VIII conte di Abercorn *1744 † 1789 | James VIII conte di Abercorn *1744 † 1789 | John                                     | John |
|                                           |                                           |                                         |                                          |                                           |                                           |                                          |      |
|                                           |                                           |                                         |                                          |                                           |                                           |                                          |      |
|                                           |                                           |                                         |                                          |                                           |                                           | John I marchese di Abercorn *1789 † 1818 |      |
|                                           |                                           |                                         |                                          |                                           |                                           |                                          |      |
|                                           |                                           |                                         |                                          |                                           |                                           |                                          |      |
|                                           |                                           |                                         |                                          |                                           |                                           | James visconte Hamilton                  |      |
|                                           |                                           |                                         |                                          |                                           |                                           |                                          |      |
|                                           |                                           |                                         |                                          |                                           |                                           |                                          |      |
|                                           |                                           |                                         |                                          |                                           |                                           | James I duca di Abercorn *1818 † 1885    |      |
|                                           |                                           |                                         |                                          |                                           |                                           |                                          |      |
|                                           |                                           |                                         |                                          |                                           |                                           |                                          |      |
|                                           |                                           |                                         |                                          |                                           |                                           | James II duca di Abercorn *1885 † 1913   |      |
|                                           |                                           |                                         |                                          |                                           |                                           |                                          |      |
|                                           |                                           |                                         |                                          |                                           |                                           |                                          |      |
|                                           |                                           |                                         |                                          |                                           |                                           | James III duca di Abercorn *1913 † 1953  |      |
|                                           |                                           |                                         |                                          |                                           |                                           |                                          |      |
|                                           |                                           |                                         |                                          |                                           |                                           |                                          |      |
|                                           |                                           |                                         |                                          |                                           |                                           | James IV duca di Abercorn *1953 † 1979   |      |
|                                           |                                           |                                         |                                          |                                           |                                           |                                          |      |
|                                           |                                           |                                         |                                          |                                           |                                           |                                          |      |
|                                           |                                           |                                         |                                          |                                           |                                           | James V duca di Abercorn *1979           |      |